# Verticillium albo-atrum
Verticillium albo-atrum è un fungo ascomicete parassita delle piante.
Inizialmente identificato in Germania nel 1870 sulle patate, il Verticillium albo-atrum è un fungo del suolo responsabile di una malattia vascolare chiamata correntemente "verticillosi". L'azione di questo fungo è spesso indissociabile da quella del Verticillium dahliae. 
Attacca più di 300 specie diverse di piante coltivate e può persistere come un organismo saprofita del suolo per più di 15 anni. Quando infetta gli alberi ornamentali, come gli aceri, gli olmi, i pioppi, i frassini, i faggi, le querce, i catalpa e numerosi altri, i primi sintomi sono l'appassimento di una parte dell'albero durante il periodo estivo. Il suo sviluppo è favorito da una temperatura media da 21 a 24 °C. 
Il fungo attacca le radici dell'albero e risale i vasi dello xilema, poi raggiunge i rami ostruendo i canali conduttori di linfa, da cui l'apparizione di necrosi. L'infezione può richiedere qualche anno per progredire verso il resto dell'albero o può spostarsi rapidamente. Ne risulta il disseccamento di alcuni rami, soprattutto in periodo caldo. Se si taglia il ramo interessato, si nota un imbrunimento caratteristico dei tessuti vascolari al livello dell'alburno che lascia apparire venature verdastre o brunastre.
Negli alberi da frutto, l'infezione è conosciuta con il nome di Black Heart ("Cuore Nero") ed è frequente negli albicocchi e talvolta sui mandorli, peschi, susini e avocado. Questo fungo ha ugualmente effetti su piante piante erbacee (erba medica, crisantemo, menta, Lychnis) e legumi (pomodoro, melanzana, gombo, rabarbaro) provocando il loro appassimento e la loro morte. L'identificazione può essere fatta mediante la ricerca di conidi unicellulari, anelli a ovali che si formano all'estremità dei rami verticillati. Si separano facilmente dalla pianta.
Certi generi, come ad esempio acero, prugnolo, olivo e altri tigli, sembrano essere molto sensibili a questa malattia. Tutti gli aceri sono portatori di questo fungo. Bisogna dunque fare in modo che questa malattia non "esca fuori".
Certi alberi hanno episodicamente uno o due rami che diventano completamente secchi, poi il fenomeno si attenua per riapparire qualche anno più tardi.
Gli attacchi possono accompagnarsi a un'abbondanza di rigermogli ai piedi dell'albero, o alla base di una legnaiola infestata.
Questa malattia si sviluppa con il calore, dunque occorre proteggere gli alberi dalle forti temperature.

## Caratteristiche generali
Moltiplicazione: conidiofori eretti, settati, ialini, con ramificazioni disposte a verticilli. Apice appuntito producente singoli conidi.
Vegetazione: micelio con ife ialine.
Conservazione: microsclerozi di colore nero e forma ovoidale formati da cellule gemmanti lateralmente.

### Sintomi
Variano a seconda degli ospiti e possono essere molto generici.
Prematura clorosi fogliare, necrosi e imbrunimento dei fasci vascolari dello stelo e della radice. Avvizzimenti diffusi soprattutto in giornate calde e soleggiate.

### Trattamento
In caso di attacco, trattare con fungicidi o con prodotti a base di ossicloruro di rame o di solfato di rame 2 volte a quindici giorni d'intervallo.
Un trattamento tiofanato+metile+dietilditiocarbammato di sodio può altresì rivelarsi efficace.
Potare in autunno i rami rinsecchiti fino al legno sano. Non potare i rami leggermente appassiti perché possono recuperare grazie a una fertilizzazione e un'irrigazione regolare.
Quando un albero è molto colpito, è meglio eliminarlo con il fuoco al fine di evitare la propagazione ad altri alberi. Non ripiantare specie sensibili nello stesso punto.